# 王集站
王集站是位于湖北省荆门市钟祥市胡集镇王集社区的一座铁路车站，邮政编码431912。车站建于1970年，有焦柳铁路经过该站，现仅办理货运业务，不办理客运业务。车站距离月山站568公里，隶属武汉铁路局，是四等站，本站及相邻上下行区间均为电气化区段。